# Pere Mestres i Albet
Pere Mestres i Albet (Vilanova i la Geltrú, 22 d'agost de 1901 - 17 de desembre de 1975), fou un polític català.
Fill de família treballadora, va estudiar peritatge elèctric a l'Escola Industrial de Vilanova, d'on més tard seria professor.
Milità en la Joventut del Centre Democràtic Federalista, entitat que el 1931 es va adherir a la Conferència d'Esquerres Catalanes, origen d'Esquerra Republicana de Catalunya. El juny de 1933 entrà a formar part del Comitè Executiu d'ERC.
El 20 de novembre de 1932 és elegit a les eleccions al Parlament de Catalunya. Des del 4 d'octubre de 1933 formà part del govern Macià, primer com a conseller de Governació i, més tard ja al primer govern Companys, a la Conselleria d'Obres Públiques i Sanitat, en la qual intentà completar el mapa sanitari i assistencial de Catalunya fins que és detingut pels fets del sis d'octubre i, amb els altres consellers i el president Companys és reclòs al vaixell Uruguay i, després de ser jutjat el 25 de juny de 1935, fou empresonat al penal de Cartagena juntament amb Ventura Gassol, Martí Esteve i Martí Devesa. Amb la victòria del Front d'Esquerres a les eleccions generals espanyoles obtingué un escó al Congrés dels Diputats, i el 16 de febrer de 1936 retornà a la Conselleria d'Obres Públiques.
Fou elegit diputat del Parlament de la República el 10 de febrer de 1936.
Surt a França en 1938 en una missió encarregada per Lluís Companys i ja no retornarà. Es va exiliar a Cuba i abandonà l'activitat política. Més tard va estar a Mèxic, l'Argentina i el Perú.
Els darrers anys de la seva vida els passà a Vilanova i la Geltrú.
Actualment aquest nom de referència l'ha adoptat un col·lectiu d'opinió i debat sociopolític de la ciutat de Vilanova i la Geltrú. Format per persones de l'entorn sobiranista d'esquerres i tradicionalment vinculats a ERC.